# Jean de Roucy
 (février 2021).
Si vous disposez d'ouvrages ou d'articles de référence ou si vous connaissez des sites web de qualité traitant du thème abordé ici, merci de compléter l'article en donnant les références utiles à sa vérifiabilité et en les liant à la section « Notes et références ».
Jean de Roucy,  mort en 1415 ou 1419[réf. souhaitée], est un prélat français  du XIVe siècle et du début du XVe siècle. 

## Biographie
Il est le fils de Simon de Pierrepont, comte de Roucy et de Braine, et de Marie de Châtillon.
Jean de Roucy est élu et confirmé évêque de Laon en 1385. Il assiste au concile tenu à Reims de 1408, et on le trouve mentionné dans les actes du parlement de 1393 et 1410, époques où il était en litige avec le procureur du roi au sujet de la juridiction de son duché et où il nomma des fondés de pouvoirs pour terminer des différends avec le seigneur de Chauny.
Il sera l'un des exécuteurs testamentaires de son cousin et connétable de France Louis de Sancerre mort en 1402.
Il y a des sources[réf. nécessaire] qui assurent que Jean de Roucy, jeté en prison comme partisan des Armagnacs, est massacré par la faction bourguignonne, le 12 juin 1418, avec le connétable d'Armagnac et plusieurs autres prélats et seigneurs.